# Татары (фильм)
«Татары» (англ. The Tartars, итал. I Tartari) — совместный итало-югославский фильм в стиле пеплума производства 1961 года, снятый американским кинорежиссёром Ричардом Торпом и итальянцем Фердинандо Бальди по мотивам сюжета «Повести о разорении Рязани Батыем».
Слоган фильма — «The Tartars Vs. The Vikings!» («Татары против викингов!»).

## Сюжет
1237 год. После завоевания Волжской Булгарии, продолжая свой западный поход, «татары» (исторически это были монголо-татары) под предводительством «Тогрула» (исторически же это был Бату – правнук побратима давно уже умершего к этому времени Тогрула) перешли Волгу и подошли к границам Рязанского княжества, населённого финно-угорскими мещёрами, над которыми царствуют «викинги» (исторически в это время в Рязанском княжестве правили потомки варягов-руси – Рюриковичи Святославичи).
«Конунг викингов» «Олег» (по «повести» же это был полулегендарный сын рязанского князя – Фёдор Юрьевич) вместе со своим младшим братом Эриком отправляется на дружескую встречу с «татарами» в их ставку. «Татары» не хотят воевать с финно-угорскими мещёрами, и «Тогрул» предлагает «викингам» объединиться и напасть на юго-западные княжества Рюриковичей, населённые подвластными им славянами, чтобы совместно поработить славян. Но «конунг викингов» «Олег», не желая воевать против своих братьев Рюриковичей, отказывается присоединиться к походу «Тогрула» против славян под предлогом того, что у «викингов» со славянами якобы давние «дружеские» договорные отношения. Встреча «викингов» и «татар» перерастает в конфликт, «Олег» убивает хана «Тогрула» и, спасаясь с братом бегством, берёт заложницей дочь «Тогрула» Самию.
Новым ханом «татары» избирают «брата» «Тогрула» Бурундая (исторически же Бурундай не был чингизидом, а был только темником у Бату), который начинает мстить «конунгу викингов» «Олегу» и в отместку берёт в плен жену «Олега» «Хельгу» (по «повести» же это была жена Фёдора Евпраксия). Соперники договариваются об обмене заложницами, но Самия успевает влюбиться в младшего брата «Олега» Эрика и не хочет возвращаться к родственникам в Орду. В это время изнасилованная «новым ханом» Бурундаем «Хельга», не в силах перенести свой позор, бросается вниз с башни и погибает. «Олег» и Эрик вступают в спор о дальнейшей судьбе Самии, который прерывает нападение «татар» на крепость «викингов» (Рязань). В поединке «Олег» пытается утопить в реке «нового хана» Бурундая, но сам погибает от стрелы, а крепость «викингов» (Рязань) уничтожена пожаром. Эрику и Самии удаётся бежать и найти убежище на корабле «викингов», который увозит влюблённых к родственникам Эрика на север.

## В ролях
- Виктор Мэтьюр — «конунг викингов» «Олег Храбрый» (Фёдор Юрьевич)
- Лиана Орфей — жена «Олега» «Хельга» (Евпраксия)
- Лучано Марин — младший брат «Олега» Эрик
- Фурио Меникони — дружинник Сигрун
- Фолько Лулли — «хан татар» «Тогрул» (Бату)
- Белла Кортез — дочь «Тогрула» Самия
- Орсон Уэллс — «новый хан татар» Бурундай
- Арнольдо Фоа — татарский священник Чулин
- Пьетро Чеккарелли
- Ренато Терра

## Съёмки
Съёмки фильма проходили в Риме и Югославии в октябре 1960 г.